# Kopparryggig vakteltrast
Kopparryggig vakteltrast (Cinclosoma clarum) är en fågel i familjen vakteltrastar inom ordningen tättingar.

## Utseende och läte
Kopparryggig vakteltrast är en kraftigt tecknad knubbig tätting. Den har vitt ögonbrynsstreck och mustaschstreck, djupt kastanjebrun rygg och intrikat tecknade vingar. Honan har vit buk och grått bröst, hanen vit buk, grå flanker och svart på bröst och strupe. Grå kroppsidor skiljer den från bruna sidor hos kanelvakteltrast och nullarborvakteltrast. Lätet är ett udraget ljust visslande "seeeep".

## Utbredning och systematik
Kopparryggig vakteltrast förekommer i Australien och delas upp i två underarter med följande utbredning:
- C. c. fordianum – sydvästra Western Australia till sydvästra South Australia
- C. c. clarum – södra Western Australia till sydvästra Northern Territory och nordvästra South Australia

Tidigare behandlades den som en del av svartbröstad vakteltrast (C. castanotum) och vissa gör det fortfarande. International Ornithological Congress urskiljer en tredje underart, morgani, med utbredning på Eyrehalvön.

## Levnadssätt
Kopparryggig vakteltrast är en marklevande fågel som ses promenera omkring i öppet skogslandskap och buskmarker.

## Status
IUCN erkänner den inte som art, varför den inte placeras i någon hotkategori. 